# Halkhori
Halkhori (en népalais : हलखोरी) est un comité de développement villageois du Népal situé dans le district de Mahottari. Au recensement de 2011, il comptait 6 033 habitants.